# Округ Маклауд (Минесота)
Маклауд (енгл. McLeod County) је округ у америчкој савезној држави Минесота.

## Демографија
По попису из 2010. године број становника је 36.651, што је 1.753 (5,0%) становника више него 2000. године.
| Група             | 2000.          | 2010.          |
| Белци             | 33.108 (94,9%) | 34.005 (92,8%) |
| Афроамериканци    | 76 (0,2%)      | 199 (0,5%)     |
| Азијати           | 194 (0,6%)     | 267 (0,7%)     |
| Хиспаноамериканци | 1.268 (3,6%)   | 1.811 (4,9%)   |
| Укупно            | 34.898         | 36.651         |